# Liste der Kulturdenkmale in Barchfeld-Immelborn
Die Liste der Kulturdenkmale in Barchfeld-Immelborn umfasst die als Ensembles, Straßenzüge und Einzeldenkmale erfassten Kulturdenkmale in der thüringischen Gemeinde Barchfeld-Immelborn im Wartburgkreis.
Die Angaben in der Liste ersetzen nicht die rechtsverbindliche Auskunft der zuständigen Denkmalschutzbehörde.

## Legende
- Bild: zeigt ein Bild des Kulturdenkmals und gegebenenfalls einen Link zu weiteren Fotos des Kulturdenkmals im Medienarchiv Wikimedia Commons
- Bezeichnung: Name, Bezeichnung oder die Art des Kulturdenkmals
- Lage: Wenn vorhanden Straßenname und Hausnummer des Kulturdenkmals; Grundsortierung der Liste erfolgt nach dieser Adresse. Der Link Karte führt zu verschiedenen Kartendarstellungen und nennt die Koordinaten des Kulturdenkmals.
 Kartenansicht, um Koordinaten zu setzen – in dieser Kartenansicht sind Kulturdenkmale ohne Koordinaten mit einem roten bzw. orangen Marker dargestellt und können in der Karte gesetzt werden. Kulturdenkmale ohne Bild sind mit einem blauen bzw. roten Marker gekennzeichnet, Kulturdenkmale mit Bild mit einem grünen bzw. orangen Marker.
- Datierung: gibt das Jahr der Fertigstellung beziehungsweise das Datum der Erstnennung oder den Zeitraum der Errichtung an
- Beschreibung: bauliche und geschichtliche Einzelheiten des Kulturdenkmals, vorzugsweise die Denkmaleigenschaften
- ID: Die ID identifiziert das Kulturdenkmal eindeutig. In Thüringen sind aktuell keine IDs veröffentlicht. In der ID-Spalte kann sich auch folgendes Icon  befinden, dies führt zu Angaben zu diesem Kulturdenkmal bei Wikidata.

## Ensemble
| Bild | Bezeichnung                     | Lage                                                                        | Datierung | Beschreibung | ID |
| ---- | ------------------------------- | --------------------------------------------------------------------------- | --------- | ------------ | -- |
| BW   | Bauliche Gesamtanlage Fabrikbau | Immelborn, Gewerbepark Am Bahnhof 8, 10, 12, 16, 18, 20, 22, 24, 26 (Karte) |           |              |    |

## Einzeldenkmale nach Gemarkungen

### Barchfeld
| Bild                                    | Bezeichnung                                              | Lage                                                       | Datierung | Beschreibung    | ID |
| --------------------------------------- | -------------------------------------------------------- | ---------------------------------------------------------- | --------- | --------------- | -- |
| Direkt Bild zu diesem Denkmal hochladen | Gefallenendenkmal Erster Weltkrieg                       | Barchfeld, Am Friedhof o. Nr., auf dem Friedhof            |           |                 |    |
| weitere Bilder Fotos hochladen          | Evangelische Pfarrkirche                                 | Barchfeld, Bei der Kirche o. Nr. (Karte)                   |           | mit Ausstattung |    |
| BW                                      | Kirchhof                                                 | Barchfeld, Bei der Kirche o. Nr. (Karte)                   |           |                 |    |
| BW                                      | Backhaus                                                 | Barchfeld, Lange Gasse o. Nr. (Karte)                      |           |                 |    |
| weitere Bilder Fotos hochladen          | Jüdischer Friedhof                                       | Barchfeld, Nürnberger Straße o. Nr., Vor dem Wörth (Karte) |           |                 |    |
| BW                                      | Wohnhaus, Fabrikantenvilla Eduard Reum Metallwarenfabrik | Barchfeld, Nürnberger Straße 1 (Karte)                     |           |                 |    |
| BW                                      | Eduard Reum Metallwarenfabrik                            | Barchfeld, Nürnberger Straße 1a (Karte)                    |           |                 |    |
| BW                                      | Wohn- und Geschäftshaus, Apotheke                        | Barchfeld, Nürnberger Straße 47 (Karte)                    |           |                 |    |
| BW                                      | Hofanlage, Pfarrhaus                                     | Barchfeld, Nürnberger Straße 58 (Karte)                    |           |                 |    |
| weitere Bilder Fotos hochladen          | Landgrafenschloss, Schloss Wilhelmsburg                  | Barchfeld, Schloßpark 2 (Karte)                            |           | mit Ausstattung |    |
| BW                                      | Metallwarenfabrik Malsch und Volkert                     | Barchfeld, Schloßweg 3 (Karte)                             |           |                 |    |
| weitere Bilder Fotos hochladen          | Schloss derer von Stein, sogenanntes Steinsches Schloss  | Barchfeld, Schloßweg 5 (Karte)                             |           |                 |    |
| BW                                      | Ehemals Jüdische Schule                                  | Barchfeld, Unterer Graben 4 (Karte)                        |           |                 |    |

### Immelborn
| Bild                                    | Bezeichnung                                                           | Lage                                          | Datierung | Beschreibung    | ID |
| --------------------------------------- | --------------------------------------------------------------------- | --------------------------------------------- | --------- | --------------- | -- |
| Direkt Bild zu diesem Denkmal hochladen | Hofeinfahrt                                                           | Immelborn, Bergstraße o. Nr., Ecke Bergstraße |           |                 |    |
| BW                                      | Wohnhaus                                                              | Immelborn, Bergstraße 16 (Karte)              |           |                 |    |
| BW                                      | Wohnhaus                                                              | Immelborn, Bergstraße 19 (Karte)              |           |                 |    |
| BW                                      | Hofanlage                                                             | Immelborn, Bergstraße 2 (Karte)               |           |                 |    |
| BW                                      | Denkmal für die Opfer des I. Weltkrieges                              | Immelborn, Bergstraße 21, Nähe Kirche (Karte) |           |                 |    |
| weitere Bilder Fotos hochladen          | Evangelische Pfarrkirche                                              | Immelborn, Bergstraße 23 (Karte)              |           | mit Ausstattung |    |
| weitere Bilder Fotos hochladen          | Kirchhof                                                              | Immelborn, Bergstraße 23 (Karte)              |           |                 |    |
| BW                                      | Wohnhaus                                                              | Immelborn, Bergstraße 7 (Karte)               |           |                 |    |
| BW                                      | Schornstein, ehemaliger Schlot der Ziegelei, sogenannter Storchenturm | Immelborn, Breitunger Straße o. Nr. (Karte)   |           |                 |    |
| BW                                      | Villa                                                                 | Immelborn, Breitunger Straße 10 (Karte)       |           |                 |    |
| BW                                      | Wohnhaus                                                              | Immelborn, Karl-Marx-Straße 12 (Karte)        |           |                 |    |
| BW                                      | Wohnhaus                                                              | Immelborn, Karl-Marx-Straße 7 (Karte)         |           |                 |    |
| BW                                      | Einfriedung                                                           | Immelborn, Quergasse 3 (Karte)                |           |                 |    |
| BW                                      | Wohnhaus                                                              | Immelborn, Übelrodaer Straße 14 (Karte)       |           |                 |    |
| BW                                      | Wohn- und Gewerbehaus, alte Schmiede                                  | Immelborn, Übelrodaer Straße 16 (Karte)       |           |                 |    |